# 瑞力控股
瑞力控股有限公司，簡稱瑞力控股（英語：Ruili Holdings Limited，港交所除牌時0491.HK），在1980年由李振國先生創立，當時經營電子業務。
該公司股份於1992年6月10日曾在香港交易所主板上市，前身為「偉柏集團有限公司」及「兆普國際有限公司」。由於過去很多官司事件，於是在2005年9月1日更名漢傳媒集團前，收購銀河衛視控股有限公司（無綫收費電視控股有限公司前身）49%股權，原有業務全終止。

## 連結
- Irasia.com/listco/hk/see （页面存档备份，存于）